# Adelange
Adelange (en allemand : Edelingen) est une commune française située dans le département de la Moselle et le bassin de vie de la Moselle-est, en région Grand Est.

## Géographie
| Faulquemont |             | Vahl-lès-Faulquemont |
|             | Adelange    | Boustroff            |
|             | Eincheville |                      |

### Hydrographie
La commune est située dans le bassin versant du Rhin au sein du bassin Rhin-Meuse. Elle est drainée par le ruisseau Baerenbach.

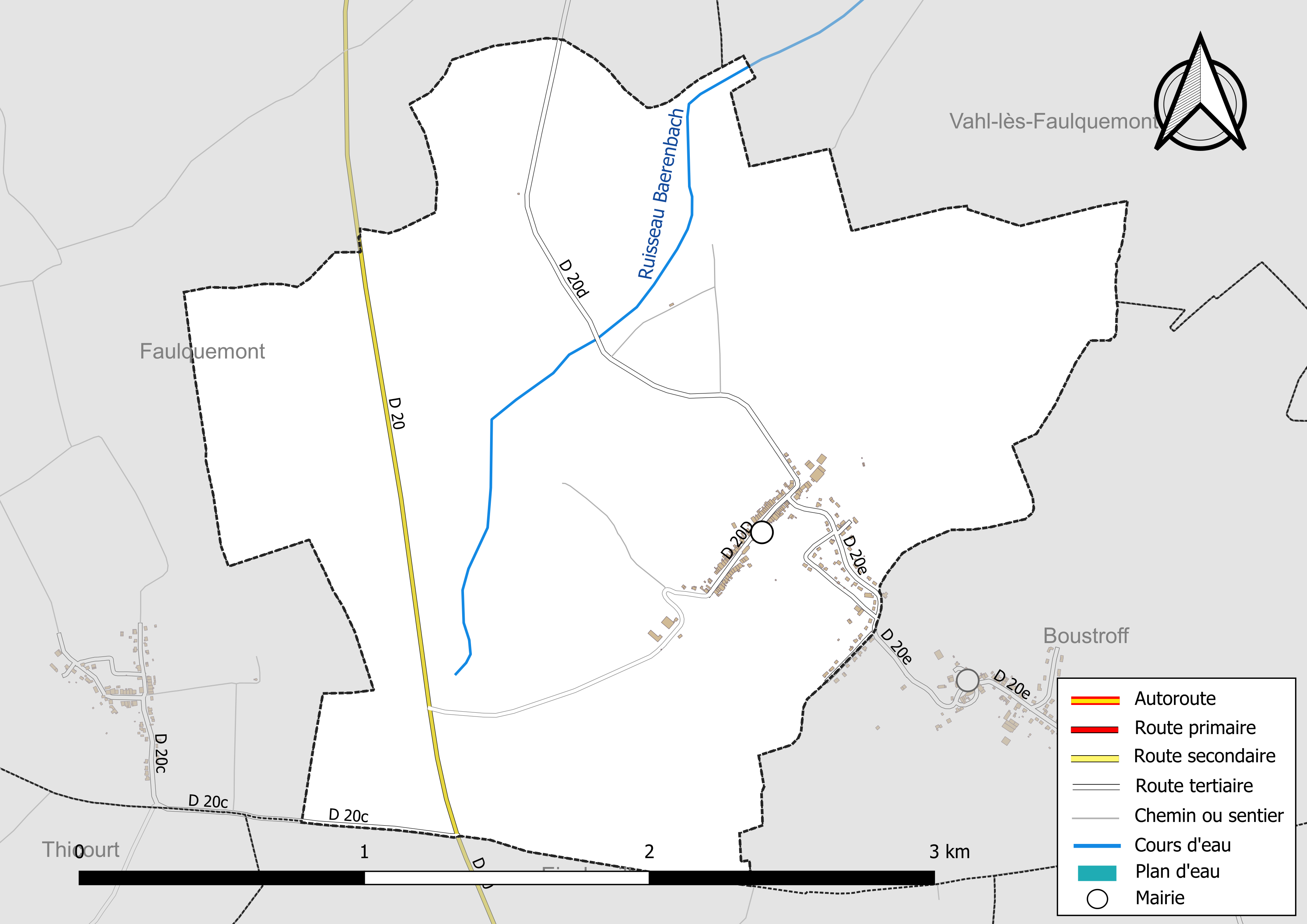
Réseaux hydrographique et routier d'Adelange.

### Climat
Pour des articles plus généraux, voir Climat du Grand Est et Climat de la Moselle.
En 2010, le climat de la commune est de type climat des marges montargnardes, selon une étude du Centre national de la recherche scientifique s'appuyant sur une série de données couvrant la période 1971-2000. En 2020, Météo-France publie une typologie des climats de la France métropolitaine dans laquelle la commune est exposée à un climat semi-continental et est dans la région climatique Lorraine, plateau de Langres, Morvan, caractérisée par un hiver rude (1,5 °C), des vents modérés et des brouillards fréquents en automne et hiver.
Pour la période 1971-2000, la température annuelle moyenne est de 9,6 °C, avec une amplitude thermique annuelle de 16,8 °C. Le cumul annuel moyen de précipitations est de 805 mm, avec 11,6 jours de précipitations en janvier et 9,2 jours en juillet. Pour la période 1991-2020, la température moyenne annuelle observée sur la station météorologique de Météo-France la plus proche, « Lesse_sapc », sur la commune de Lesse à 9 km à vol d'oiseau, est de 10,7 °C et le cumul annuel moyen de précipitations est de 694,0 mm. 
La température maximale relevée sur cette station est de 40 °C, atteinte le 25 juillet 2019 ; la température minimale est de −20,7 °C, atteinte le 20 décembre 2009,,.
Les paramètres climatiques de la commune ont été estimés pour le milieu du siècle (2041-2070) selon différents scénarios d'émission de gaz à effet de serre à partir des nouvelles projections climatiques de référence DRIAS-2020. Ils sont consultables sur un site dédié publié par Météo-France en novembre 2022.

## Urbanisme

### Typologie
Au 1er janvier 2024, Adelange est catégorisée commune rurale à habitat dispersé, selon la nouvelle grille communale de densité à sept niveaux définie par l'Insee en 2022.
Elle est située hors unité urbaine. Par ailleurs la commune fait partie de l'aire d'attraction de Faulquemont, dont elle est une commune de la couronne,. Cette aire, qui regroupe 7 communes, est catégorisée dans les aires de moins de 50 000 habitants,.

### Occupation des sols
L'occupation des sols de la commune, telle qu'elle ressort de la base de données européenne d’occupation biophysique des sols Corine Land Cover (CLC), est marquée par l'importance des territoires agricoles (81,1 % en 2018), une proportion identique à celle de 1990 (81,1 %). La répartition détaillée en 2018 est la suivante : 
terres arables (61,4 %), prairies (15,9 %), forêts (14,6 %), zones urbanisées (4,3 %), zones agricoles hétérogènes (3,9 %). L'évolution de l’occupation des sols de la commune et de ses infrastructures peut être observée sur les différentes représentations cartographiques du territoire : la carte de Cassini (XVIIIe siècle), la carte d'état-major (1820-1866) et les cartes ou photos aériennes de l'IGN pour la période actuelle (1950 à aujourd'hui).

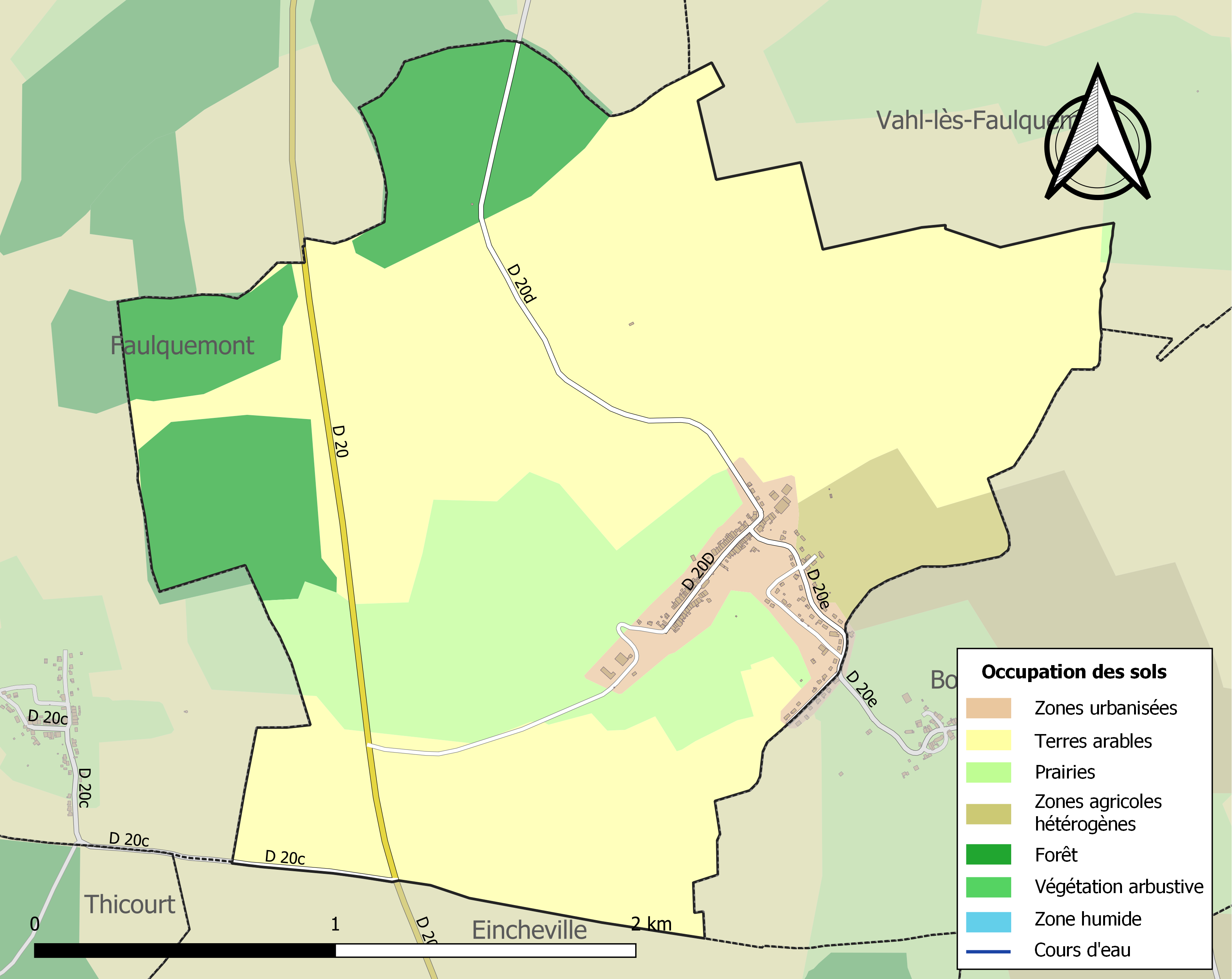
Carte des infrastructures et de l'occupation des sols de la commune en 2018 (CLC).

## Toponymie
- Adelinga (1018)[13], Alingias (1152), Haldange (1299), Edlingen (1594), Adlange (1682)[14], Adelange (1793).

Edelingen (1871-1918 et 1940-1944).
- En allemand : Edelingen[15]. En francique lorrain : Aidlingen.
- Sous la forme Edlingen en 1594, il prend sa forme définitive en 1682 avec un Adlange que l'on retrouvera ultérieurement transformé en Adelange.
- D'un nom de personne germanique Addila[16] ou Addalo[13] suivi du suffixe -ing francisé en -ange.

## Histoire
- Village du duché de Lorraine, seigneurie de Falkenberg (Faulquemont).
- Au XIXe siècle, Adelange était également connu au niveau postal sous l'alias de Aedelingen[17].

## Politique et administration

### Liste des maires
| Période | Période  | Identité                | Étiquette | Qualité           |
| ------- | -------- | ----------------------- | --------- | ----------------- |
| 1966    | 2001     | Louis Hornebeck         |           |                   |
| 2001    | 2008     | Mariette-Pierrette Bour |           |                   |
| 2008    | 2014     | Jean-Luc Ostermaier     |           |                   |
| 2014    | 2019     | Marie-Pia Hornebeck     | SE        | Professeur en CFA |
| 2019    | En cours | Jean-Luc Ostermaier     |           |                   |

### Tendances politiques et résultats
Le résultat de l'élection présidentielle de 2012 dans cette commune est le suivant :
| Candidat       | Candidat                    | Premier tour | Premier tour | Second tour | Second tour |
| Candidat       | Candidat                    | Voix         | %            | Voix        | %           |
| -------------- | --------------------------- | ------------ | ------------ | ----------- | ----------- |
|                | Eva Joly (EÉLV)             | 2            | 1,33         |             |             |
|                | Marine Le Pen (FN)          | 49           | 32,67        |             |             |
|                | Nicolas Sarkozy (UMP)       | 33           | 22,00        | 69          | 52,27       |
|                | Jean-Luc Mélenchon (FG)     | 8            | 5,33         |             |             |
|                | Philippe Poutou (NPA)       | 2            | 1,33         |             |             |
|                | Nathalie Arthaud (LO)       | 0            | 0,00         |             |             |
|                | Jacques Cheminade (SP)      | 0            | 0,00         |             |             |
|                | François Bayrou (MoDem)     | 16           | 10,67        |             |             |
|                | Nicolas Dupont-Aignan (DLR) | 1            | 0,67         |             |             |
|                | François Hollande (PS)      | 39           | 26,00        | 63          | 47,73       |
|                |                             |              |              |             |             |
| Inscrits       | Inscrits                    | 190          | 100,00       | 191         | 100,00      |
| Abstentions    | Abstentions                 | 38           | 20,00        | 42          | 21,99       |
| Votants        | Votants                     | 152          | 80,00        | 149         | 78,01       |
| Blancs et nuls | Blancs et nuls              | 2            | 1,32         | 17          | 11,41       |
| Exprimés       | Exprimés                    | 150          | 98,68        | 132         | 88,59       |

Le résultat de l'élection présidentielle de 2017 dans cette commune est le suivant :
| Candidat    | Candidat                    | Premier tour | Premier tour | Deuxième tour | Deuxième tour |  |
| Candidat    | Candidat                    | %            | Voix         | %             | Voix          |  |
| ----------- | --------------------------- | ------------ | ------------ | ------------- | ------------- |  |
|             | Nicolas Dupont-Aignan (DLF) | 6,85         | 10           |               |               |  |
|             | Marine Le Pen (FN)          | 32,88        | 48           | 46,28         | 56            |  |
|             | Emmanuel Macron (EM)        | 23,29        | 34           | 53,72         | 65            |  |
|             | Benoît Hamon (PS)           | 4,11         | 6            |               |               |  |
|             | Nathalie Arthaud (LO)       | 0,68         | 1            |               |               |  |
|             | Philippe Poutou (NPA)       | 1,37         | 2            |               |               |  |
|             | Jacques Cheminade (SP)      | 0,00         | 0            |               |               |  |
|             | Jean Lassalle (RES)         | 0,68         | 1            |               |               |  |
|             | Jean-Luc Mélenchon (LFI)    | 15,75        | 23           |               |               |  |
|             | François Asselineau (UPR)   | 0,00         | 0            |               |               |  |
|             | François Fillon (LR)        | 14,38        | 21           |               |               |  |
|             |                             |              |              |               |               |  |
| Inscrits    | Inscrits                    | 171          | 100,00       | 171           | 100,00        |  |
| Abstentions | Abstentions                 | 25           | 14,62        | 31            | 18,13         |  |
| Votants     | Votants                     | 146          | 85,38        | 140           | 81,87         |  |
| Blancs      | Blancs                      | 0            | 0,00         | 17            | 12,14         |  |
| Nuls        | Nuls                        | 0            | 0,00         | 2             | 1,43          |  |
| Exprimés    | Exprimés                    | 146          | 100,00       | 121           | 86,43         |  |

## Démographie
L'évolution du nombre d'habitants est connue à travers les recensements de la population effectués dans la commune depuis 1793. Pour les communes de moins de 10 000 habitants, une enquête de recensement portant sur toute la population est réalisée tous les cinq ans, les populations de référence des années intermédiaires étant quant à elles estimées par interpolation ou extrapolation. Pour la commune, le premier recensement exhaustif entrant dans le cadre du nouveau dispositif a été réalisé en 2007.

En 2022, la commune comptait 216 habitants, en évolution de +2,86 % par rapport à 2016 (Moselle : +0,52 %, France hors Mayotte : +2,11 %).
| 1793 | 1800 | 1806 | 1821 | 1836 | 1841 | 1861 | 1866 | 1871 |
| ---- | ---- | ---- | ---- | ---- | ---- | ---- | ---- | ---- |
| 420  | 389  | 472  | 453  | 465  | 454  | 409  | 424  | 397  |

| 1875 | 1880 | 1885 | 1890 | 1895 | 1900 | 1905 | 1910 | 1921 |
| ---- | ---- | ---- | ---- | ---- | ---- | ---- | ---- | ---- |
| 376  | 371  | 344  | 293  | 282  | 286  | 310  | 299  | 225  |

| 1926 | 1931 | 1936 | 1946 | 1954 | 1962 | 1968 | 1975 | 1982 |
| ---- | ---- | ---- | ---- | ---- | ---- | ---- | ---- | ---- |
| 223  | 190  | 192  | 208  | 207  | 181  | 153  | 171  | 197  |

| 1990 | 1999 | 2006 | 2007 | 2012 | 2017 | 2022 | - | - |
| ---- | ---- | ---- | ---- | ---- | ---- | ---- | - | - |
| 178  | 208  | 227  | 230  | 210  | 209  | 216  | - | - |

## Culture locale et patrimoine

### Lieux et monuments

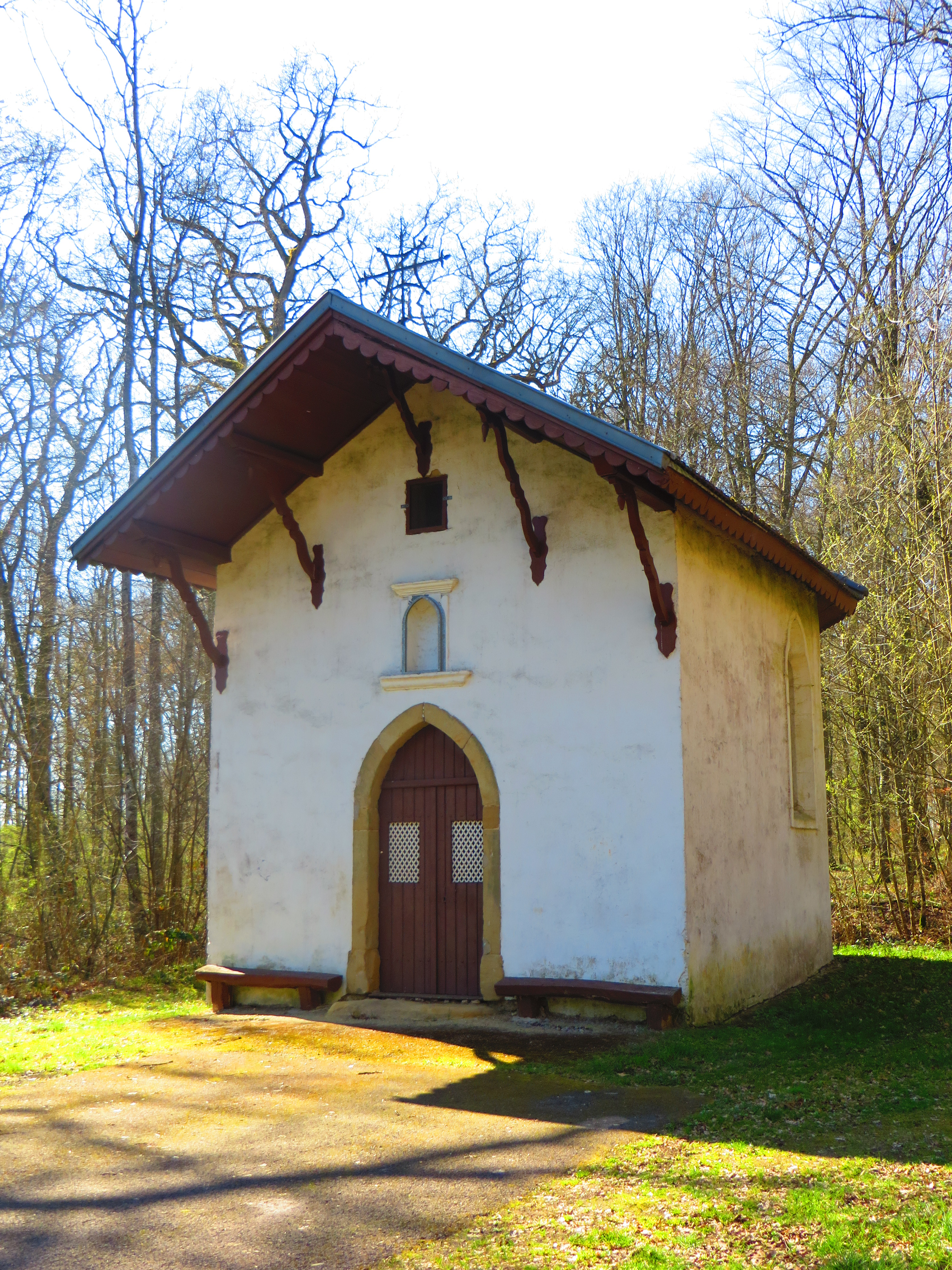
Chapelle Saint-Hubert.

- Au sud du village passage de la voie romaine.
- Église Saint-Roch (1804).
- Chapelle Saint-Hubert (1866).

### Héraldique
| Blason de Adelange | Blason  | Coupé : au 1er d'or à la croix de gueules et au franc-quartier d'argent chargé d'un lion sable, couronné d'or, armé et lampassé de gueules, au 2e de gueules au chien arrêté d'argent. |
| Blason de Adelange | Détails | Le statut officiel du blason reste à déterminer. |

## Pour approfondir